# 呂号第四十一潜水艦
|          |                                                                         |
| 艦歴     |                                                                         |
| 計画     | 昭和16年度計画（マル臨計画）                                            |
| 起工     | 1942年10月6日                                                           |
| 進水     | 1943年5月5日                                                            |
| 就役     | 1943年11月26日                                                          |
| その後   | 1945年3月23日米駆逐艦爆雷攻撃、衝撃により沈没                           |
| 亡失認定 | 1945年4月15日                                                           |
| 除籍     | 1945年5月25日                                                           |
| 性能諸元 |                                                                         |
| 排水量   | 基準：960トン 常備：1,109トン 水中：1,447トン                           |
| 全長     | 80.50m                                                                  |
| 全幅     | 7.05m                                                                   |
| 吃水     | 4.07m                                                                   |
| 機関     | 艦本式22号10型ディーゼル2基 電動機、2軸 水上：4,200馬力 水中：1,200馬力 |
| 電池     | 1号15型240コ                                                            |
| 速力     | 水上：19.8kt 水中：8.0kt                                                |
| 航続距離 | 水上：16ktで5,000海里 水中：5ktで45海里                                 |
| 燃料     | 重油                                                                    |
| 乗員     | 61名                                                                    |
| 兵装     | 40口径8cm高角砲1門 25mm機銃連装1基2挺 53cm魚雷発射管 艦首4門 魚雷10本   |
| 備考     | 安全潜航深度：80m                                                       |

呂号第四十一潜水艦（ろごうだいよんじゅういちせんすいかん）は、日本海軍の潜水艦。呂三十五型潜水艦（中型）の7番艦。

## 艦歴
1941年（昭和16年）の昭和16年度計画（マル臨計画）により、1942年（昭和17年）10月6日、三菱重工業神戸造船所で起工。1943年（昭和18年）5月5日進水。1943年11月26日に竣工し、二等潜水艦に類別。同日、舞鶴鎮守府籍となり、訓練部隊である第六艦隊第11潜水戦隊に編入された。
1944年（昭和19年）3月5日、第34潜水隊に編入。
同日、呂41は呉を出港し、14日にトラックに到着。17日、トラックを出港し、呂42が発見した米戦艦部隊の迎撃に向かう。その後、トラック南東沖に移動。23日、ヤルート東方沖に移動。4月18日、トラック南方で発見した米機動部隊の迎撃に向かう。19日、トラックに向かうよう命令を受け、その後到着した。
23日、呂41はトラックを出港し、ホーランディア北方沖に進出し哨戒。26日にはメレヨン南方沖に移動し、米機動部隊を捜索する。5月2日、哨戒区域を離れ、7日にサイパンに到着。10日、サイパンを出港し、13日にトラックに到着した。
24日1300、呂41は米12トンを搭載してトラックを出港し、クサイ島に向かった。しかし、この行動は暗号解読により事前に米軍に察知されており、22日にマジュロから米駆逐艦イートン(USS Eaton, DD-510)が派遣され、その後米護衛駆逐艦グレイナー(USS Greiner, DE-37)、サンダース(USS Sanders, DE-40)が合流して哨戒をしていた。30日午前、呂41はクサイ島南方沖に到着し、ウトワ港に向かう。日没後、呂41は浮上して島の守備隊と連絡を取った。その後、米駆逐艦と哨戒艇2隻を発見するが、相手は呂41に気づかなかった。その後、哨戒機を目撃したため、連絡を中断することとなった。1700、敵艦が去っていったため、呂41は港内に入っていった。その15分後に先ほどの敵艦を再度発見するが、相手は呂41に気づかなかった。31日、幾度か飛来する米哨戒機の哨戒の間をぬって揚陸作業を行い、暗号が米軍に解読されている可能性があることを報告した。6月1日、呂41はクサイ島ウトワ港を出港し、ヤルート西方10浬地点に進出して哨戒を行う。6日、呂41を捜索するために米護衛駆逐艦スティーレ(USS Steele, DE-8)がクサイ島に到着している。危機を脱した呂41は12日にヤルート西方沖で米輸送船団を聴音により探知。13日あ号作戦に参加してマリアナ諸島東方に移動。7月4日、瀬戸内海に到着して特設潜水母艦筑紫丸（大阪商船、8,135トン）に横付けして補給を受けた後、5日に佐世保港に寄港した後呉に移動して整備を受ける。
9月18日、呂41は呉を出港し、パラオ東方沖に進出。24日、モロタイ島周辺海域に移動。10月3日0807、呂41はモロタイ島35浬地点付近で対潜掃討中の77.1.2任務群（クリフトン・スプレイグ少将）を発見。米護衛空母ファンショー・ベイ(USS Fanshaw Bay, CVE-70)とミッドウェイ(USS Midway, CVE-63)に向け魚雷4本を発射。ファンショー・ベイに向かった魚雷は1本がファンショー・ベイの至近を通過し、ファンショー・ベイから警報が発せられた。ミッドウェイに向かった魚雷2本は回避され、米護衛駆逐艦シェルトン(USS Shelton, DE-407)も1本を回避したがもう1本が右舷スクリュー上部に命中した。やがて米駆逐艦ラング(USS Lang, DD-399) らが救援に駆けつけ、航行不能となったシェルトンを曳航し始めた。しかし、浸水はますますひどくなり、2145に転覆。ラングは北緯02度32分 東経129度13分 / 北緯2.533度 東経129.217度の地点で依然浮いていたシェルトンの船体を砲撃して処分した。
同じく護衛のリチャード・M・ローウェル(USS Richard M. Rowell, DE-403)は聴音によって潜水艦がいることを突き止め、シェルトンの側を離れて爆雷攻撃の準備に入った。ミッドウェイからも、呂41を発見して攻撃するためのTBF アヴェンジャーが発進した。間もなく、1機が潜航しつつある潜水艦を発見して攻撃した。その海域は部隊が攻撃を受けた海域とは18浬も離れていた。同地点は染料でマークされ、リチャード・M・ローウェルも報告を受けて当該海域に急行した。1340、リチャード・M・ローウェルはついに潜水艦を発見してヘッジホッグで攻撃したが効果はなかった。その時、リチャード・M・ローウェルは潜水艦からの信号のようなものを発信してきたことを確認し、これに対して音響通信を試みたが、既存の認識信号とは異なるものであった。この信号を「敵が味方のふりをして送ったいい加減な信号」と判断したリチャード・M・ローウェルのハリー・アラン・バーナード・ジュニア艦長は、再度のヘッジホッグ攻撃を行って、ついに潜水艦を破壊する事に成功した。バーナード艦長は、この潜水艦がシェルトンに魚雷を命中させた潜水艦だと信じていたが、実は、この潜水艦は味方のシーウルフ (USS Seawolf, SS-197) だった。シーウルフの音信不通により査問委員会が開かれ、リチャード・M・ローウェルが同士討ちをやったことを確認した。バーナード艦長は「攻撃精神が旺盛だった」という理由でシロとなったものの、リチャード・M・ローウェル自体は第77.1.2任務群から外される事となった。
10月10日、沖縄南東沖で十・十空襲を行う米第38任務部隊（マーク・ミッチャー中将）所属の空母3、駆逐艦2を、偵察中の彗星が発見したため、呂41はその迎撃に向かう。14日、呉に到着。18日、乙潜水部隊に編入。
20日、呂41は呉を出港し、レイテ沖海戦に参加するためサマール島東方に進出。27日、サマール島東方沖で複数の駆逐艦の護衛がついた空母1隻を発見。31日、多号作戦を妨害する米艦隊の発見と迎撃のため、サンベルナルジノ海峡に移動。11月7日0830、レガスピ東方沖で西航する米機動部隊を聴音により探知。12日0240、レガスピ東方沖で西航する米輸送船団を聴音により探知。18日、舞鶴に到着。その後徳山に移動して燃料補給を受ける。
12月24日、呂41は徳山を出港し、フィリピン北東沖に進出。1945年（昭和20年）1月4日、ルソン島西方沖に到達。31日、呉に到着。その後呉を出港し、3月7日に舞鶴に寄港し、呉に戻った。
10日、呂41は輸送物資を搭載して呉を出港し、トラックに向かう。13日に任務中止命令が出たため反転し、15日に呉に到着。輸送物資を降ろした。16日、呉を出港して佐伯に移動。18日、佐伯を出港し、沖縄周辺海域に進出。22日、沖縄東方320浬地点で駆逐艦を発見したとの報告を最後に消息不明。
アメリカ側記録によると、22日2342、沖縄南東沖で、第58任務部隊から12浬離れたところでレーダーピケット任務についていた米駆逐艦ハガード(USS Haggard, DD-555)は23kmの距離で船をレーダー探知。ハガードと米駆逐艦ウールマン(USS Uhlmann, DD-687)が調査に向かった。その後、レーダーから反応が消えたため、相手が潜水艦だと判断した。その後、ハガードは潜航中の潜水艦をソナー探知し、爆雷攻撃を行った。日付が変わる少し前、突然浮上した潜水艦がハガードの左舷に体当たりを敢行し、艦首がハガードの外板と梁を突き破った。ハガードは取舵一杯を行い、40mm機銃で潜水艦の司令塔を銃撃。そのまま潜水艦の右舷司令塔部分に体当たりを敢行した。このため、ハガードは艦首が大破した。23日に日付が変わったころ、潜水艦は艦尾から沈没した。ハガードは修理のためウールマンの護衛を受けつつ現場を離れ、ウルシーに向かった。これが呂41の最期の瞬間であり、艦長の本多義邦大尉以下乗員82名全員戦死。沈没地点は沖縄南東沖、北緯22度57分 東経132度19分 / 北緯22.950度 東経132.317度。
4月15日、沖縄方面で亡失と認定され、5月25日に除籍された。
撃沈総数は1隻で、撃沈トン数は1,350トンである。

## 歴代艦長

### 艤装員長
- 不詳

### 艦長
- 坂本金美 少佐：1943年11月26日 - 1944年7月5日[2]
- 椎塚三夫 大尉：1944年7月5日 - 1945年2月1日[2]
- 本多義邦 大尉：1945年2月1日 - 3月23日戦死[2]